# التعليم الثانوي في اليابان

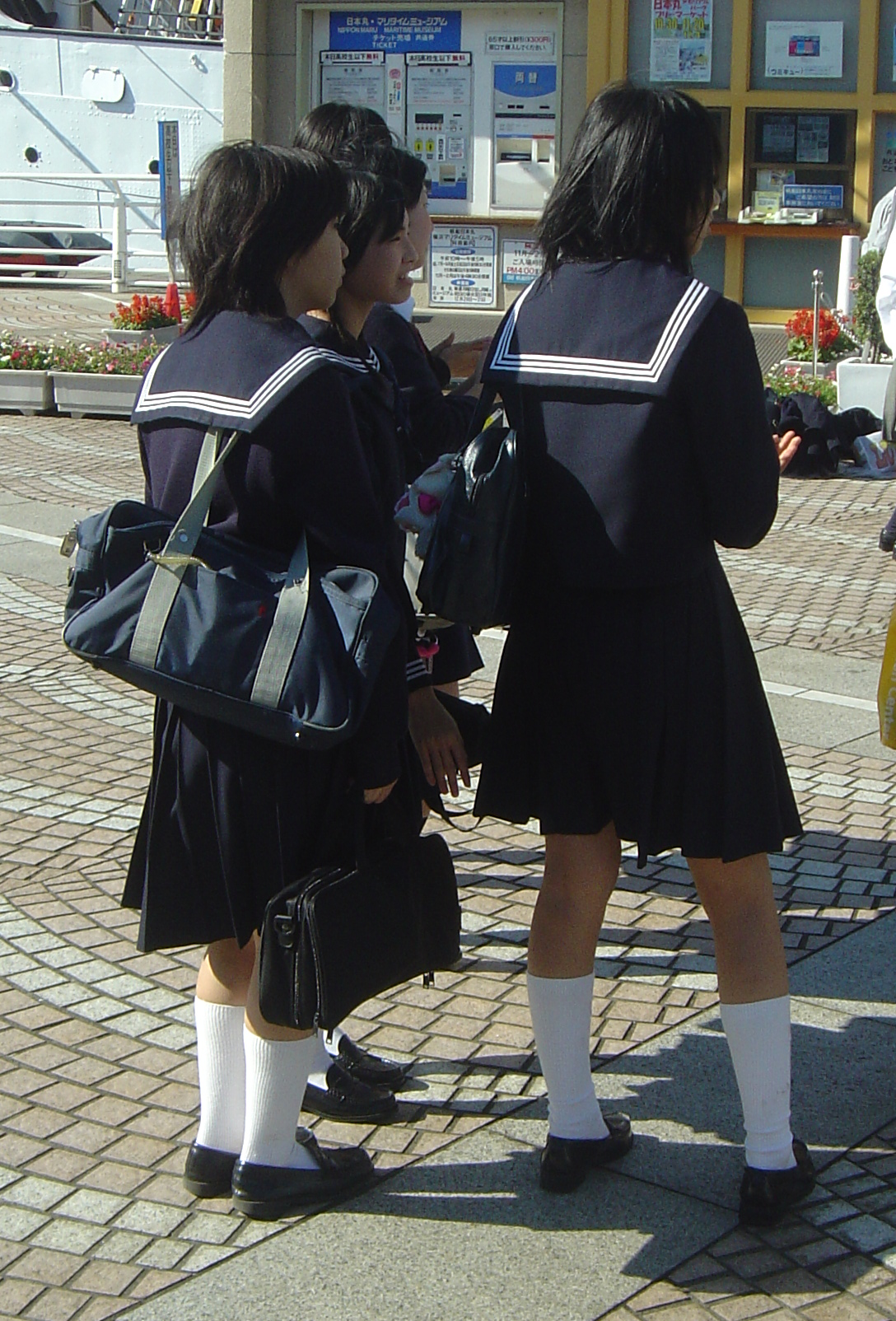
طلاب يابانيون بالمدرسة الثانوية يرتدون الزي المدرسي الموحد

ينقسم التعليم الثانوي في اليابان إلى المدارس الإعدادية العالية (中学 chūgaku) والتي تشتمل على الصفوف من السابع إلى التاسع، والمدارس الثانويةالعليا (高等学校 kōtōgakkō, ويُشار إليها اختصارًا بـ 高校 kōkō) التي غالبًا ما تشتمل على الصفوف العاشر وحتى الثاني عشر. وعلى الرغم من أن حضور المدارس الثانوية العليا غير إلزامي، إلا أن معظم الطلاب يحضرون.
تتبع معظم المدارس الثانوية العليا اليابانية إجراءات تقديم معقدة، تشبه إجراءات التقدم إلى الجامعة في بلدان أخرى. مع ذلك، تقوم بعض المدارس الثانوية العليا ذات المرتبة الأعلى بتخريج طلابها مباشرة إلى الجامعات ذات المرتبة العليا، مثل جامعة طوكيو. أما الطلاب الذين لا يخططون لارتياد الجامعة، فعادةً ما يلتحقون بالمدارس الثانوية المهنية العليا: وعلى الرغم من أن للطلاب مطلق الحرية في عدم ارتياد المدرسة الثانوية العليا إذا كانوا يرغبون في ذلك، إلا أنه يوجد عدد قليل جدًا من خريجي المدارس الأدنى يقوم بذلك.
في اليابان، تم تعديل قانون التعليم المدرسي في عام 1998، واعترف بالمدارس الثانوية مؤخرًا. حيث يجمع التعليم في هذه المدارس بين تعليم المدارس الإعدادية العليا وتعليم المدارس الثانوية العليا دون فصل واضح.
كما أجريت المزيد من التعديلات على القانون في 15 ديسمبر 2006؛ حيث ترك القانون المُعدل هيكل التعليم المدرسي في الأساس كما هو إلا أنه تضمن تأكيدًا جديدًا على احترام الثقافة اليابانية (المادة 2-5)، والانضباط المدرسي (المادة 6-2), والمسؤولية الأبوية (المادة 10).

## المدارس الإعدادية العليا

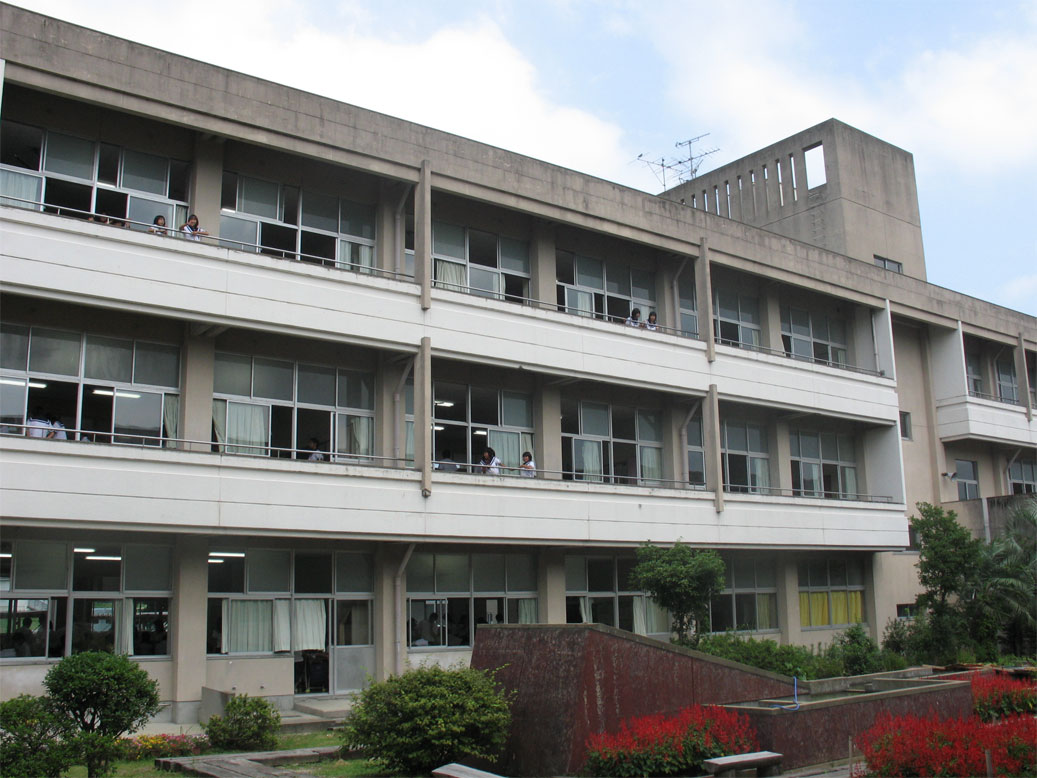
فناء وجناح الفصول بمدرسة أونيزوكا الإعدادية العليا (鬼塚中学校) الواقعة في كاراتسو, اليابان

تتضمن المدارس الثانوية الأدنى الصفوف السابع والثامن والتاسع. وتتراوح الأعمار تقريبًا بين ثلاثة عشر عامًا إلى خمسة عشر عامًا مع التركيز المتزايد على الدراسات الأكاديمية. وعلى الرغم من استمرار إمكانية ترك نظام التعليم الحكومي بعد إتمام المدرسة الثانوية الأدنى والحصول على وظيفة، إلا أن أقل من 4% من الطلاب يقومون بذلك منذ أواخر الثمانينيات من القرن العشرين.
ومثل معظم المدارس الأولية، فقد كانت معظم المدارس الثانوية العليا في الثمانينيات عبارة عن مدارس عامة تمولها الحكومة، إلا أنه كان يوجد 5% من هذه المدارس تنتمي إلى القطاع الخاص. بلغت تكلفة المدارس الخاصة لكل طالب في عام 1980 حوالي 558.592 ين (3.989 دولار أمريكي)، أي أربعة أضعاف المبلغ الذي قدرته الوزارة البالغ 130.828 ين (934 دولارًا) كتكلفة للطلاب المسجلين في المدارس الإعدادية العالية الحكومية.
يبلغ الحد الأدنى لعدد الأيام المدرسية في اليابان في العام 210 أيام، مقارنة بـ180 يومًا في الولايات المتحدة. ومع ذلك، فعادةً ما يرتاد الطلاب المدرسة لمدة 240 إلى 250 يومًا في العام. يتكون جزء كبير من نظام الجدول المدرسي من فعاليات غير أكاديمية مثل الأيام الرياضية والرحلات المدرسية.
يبلغ عدد الذكور ثلثي قوة التدريس بالمدرسة الثانوية الأدنى. وتُدار المدرسة بواسطة المديرين، الذين بلغ عدد الرجال منهم في عام 1988 حوالي 99%. وغالبًا ما يكون المعلمون متخصصين في المواد التي يقومون بتدريسها، وأكثر من 80% منهم يتخرجون من كلية تبلغ مدة الدراسة بها أربع سنوات. تتسم الفصول بالسعة، مع احتواء الفصل في المتوسط على ثمانية وثلاثين طالبًا، ويُعين لكل فصل  معلم فصل يعمل كـمستشار. وعلى عكس طلاب الابتدائية، يقوم بتعليم طلاب المدارس الإعدادية العليا معلمون مختلفون للمواد المختلفة. ومع ذلك، ينتقل المعلم، بدلاً من الطلاب، إلى غرفة جديدة كل خمس عشرة دقيقة.

### التدريس
يميل التدريس إلى الاعتماد على طريقة المحاضرة. كما يقوم المعلمون باستخدام وسائل أخرى، مثل التلفزيون والإذاعة, بالإضافة إلى وجود عدد من المهام المعملية. بحلول عام 1989، كان يوجد بحوالي 45% من المدارس الثانوية العامة الأدنى أجهزة كمبيوتر، بما في ذلك المدارس التي تستخدمها للأغراض الإدارية فقط. ولا يزال تشكيل الفصل الدراسي مستندًا إلى مجموعات العمل الصغيرة، على الرغم من أنها لم تعد تُستخدم لأسباب تتعلق بالانضباط. حيث يُتوقع أن يتقن الطلاب أداء مهامهم اليومية ويتصرفون بسلوكيات مقبولة.
يتم تحديد جميع محتويات المقرر التعليمي في مقرر الدراسة الخاص بالمدارس الثانوية الأدنى. ويتم تنسيق بعض المواد، مثل اللغة اليابانية والرياضيات, مع المنهج التعليمي الأولي. يشتمل المنهج التعليمي على اللغة اليابانية والدراسات الاجتماعية والرياضيات والعلوم والموسيقى والفنون الجميلة والصحة والتربية البدنية. كما يتدرب جميع الطلاب إما على الفنون الصناعية أو التدبير المنزلي. ولا تزال التربية الأخلاقية والأنشطة محل اهتمام خاص في المناهج. وفي العلوم، قد يقوم الطلاب باختبار المقررات «التي تؤكد على سلامة وضرورة محطات الطاقة النووية، باستخدام المناهج الدراسية التي يكتبها الموظفون الحكوميون وليس المعلمون»

### الأنشطة الدراسية الإضافية
يقوم الطلاب أيضًا بحضور اجتماعات أثناء الساعات الدراسية، كما يشارك العديد منهم في أندية يرتادونها بعد المدرسة. وغالبًا ما تكون الأندية الرياضية، مثل ياكو (Yakyu) (لكرة القاعدة) هي الأكثر شعبية بين البنين، بينما يكون نادي فرق الريح (wind bands) هو الأكثر شهرة بين الطالبات. هذا وتقوم بعض المدارس الإعدادية العليا بتشجيع الطلاب على خوض اختبارات القدرات مثل اختبار STEP Eiken للغة الإنجليزية واختبار Kanji kentei للغة اليابانية.

### الإصلاح
أدركت الوزارة الحاجة إلى تحسين تعليم جميع اللغات الأجنبية، خاصة اللغة الإنجليزية. ولتحسين تعلم الإنجليزية المنطوقة, تقوم الحكومة بدعوة العديد من الشباب الذين يتحدثون اللغة الإنجليزية كلغة أم إلى اليابان للعمل كمساعدين في المجالس المدرسية والمقاطعات في إطار برنامج اليابان لتبادل والتعليم. وبحلول عام 2005، وصل عدد المشاركين في هذا البرنامج إلى 6.000 مشارك. وفي السنوات الأخيرة الماضية، اعتمدت المجالس المدرسية على مدرس اللغة المساعد (ALT) من شركات إيفاد خاصة.
كجزء من حركة تطوير المنهج التعليمي المتكامل وحركة إصلاح التعليم التي انطلقت في أواخر الثمانينات، فقد تم تعديل المنهج الدراسي للمدارس الثانوية الأدنى بأكمله في عام 1989 وتم تطبيق هذا التعديل في العام الدراسي 1992-1993. يهدف الإصلاح في المقام الأول إلى تزويد الطلاب بالمعرفة الأساسية اللازمة عن المواطنة. يعني ذلك، إلى حد ما، زيادة التأكيد على التاريخ الياباني والثقافة، وكذلك فهم اليابان كدولة وعلاقاتها مع الدول الأخرى في العالم. كما يعمل المقرر الدراسي على زيادة الساعات الاختيارية، مع التوصية باختيار المقررات الاختيارية في ضوء الفروق الفردية بين الطلاب ومع التطلع إلى التنوع.
في الثمانينات، بدأ المعلمون والمواطنون في مواجهة مشكلتين خطيرتين على مستوى المدارس الثانوية الأدنى: الإساءة، التي لا تزال تمثل مشكلة رئيسة، ومتلازمة رفض المدرسة (toko kyohi—التي تظهر في صورة زيادة تغيب الطالب عن المدرسة), الأمر الذي أخذ في الارتفاع. وفي عام 2008، ووفقًا لدراسة حكومية، كان هناك 42.754 حالة سلوك إشكالي في المدارس الإعدادية العليا.(صحيفة يوميوري اليومية 2/12/2009)
على الرغم من اختلاف الخبراء حول الأسباب المحددة لهذه الظاهرة، إلا أنه يوجد اتفاق عام على أن النظام يقدم القليل من المساعدة الفردية أو المتخصصة، الأمر الذي يساهم في السخط بين من لا يمكنهم الالتزام بأوامره أو، من ناحية أخرى، الذي يواجهون المتاعب. هناك مشكلة أخرى تخص الأطفال اليابانيين العائدين من الخارج. فكثيرًا ما يحتاج هؤلاء الطلاب إلى المساعدة، خاصة إذا كانوا في الخارج لفترات طويلة من الزمن، ليس في القراءة والكتابة فحسب وإنما في التكيف مع متطلبات الفصل الدراسي الصارمة. وحتى التكيف لا يضمن القبول: فبجانب اكتساب هؤلاء الطلاب للغة أجنبية، يكتسب العديد منهم أيضًا عادات أجنبية فيما يتعلق بالحديث واللباس والسلوك تجعلهم مختلفين.

## المدرسة الثانوية العليا

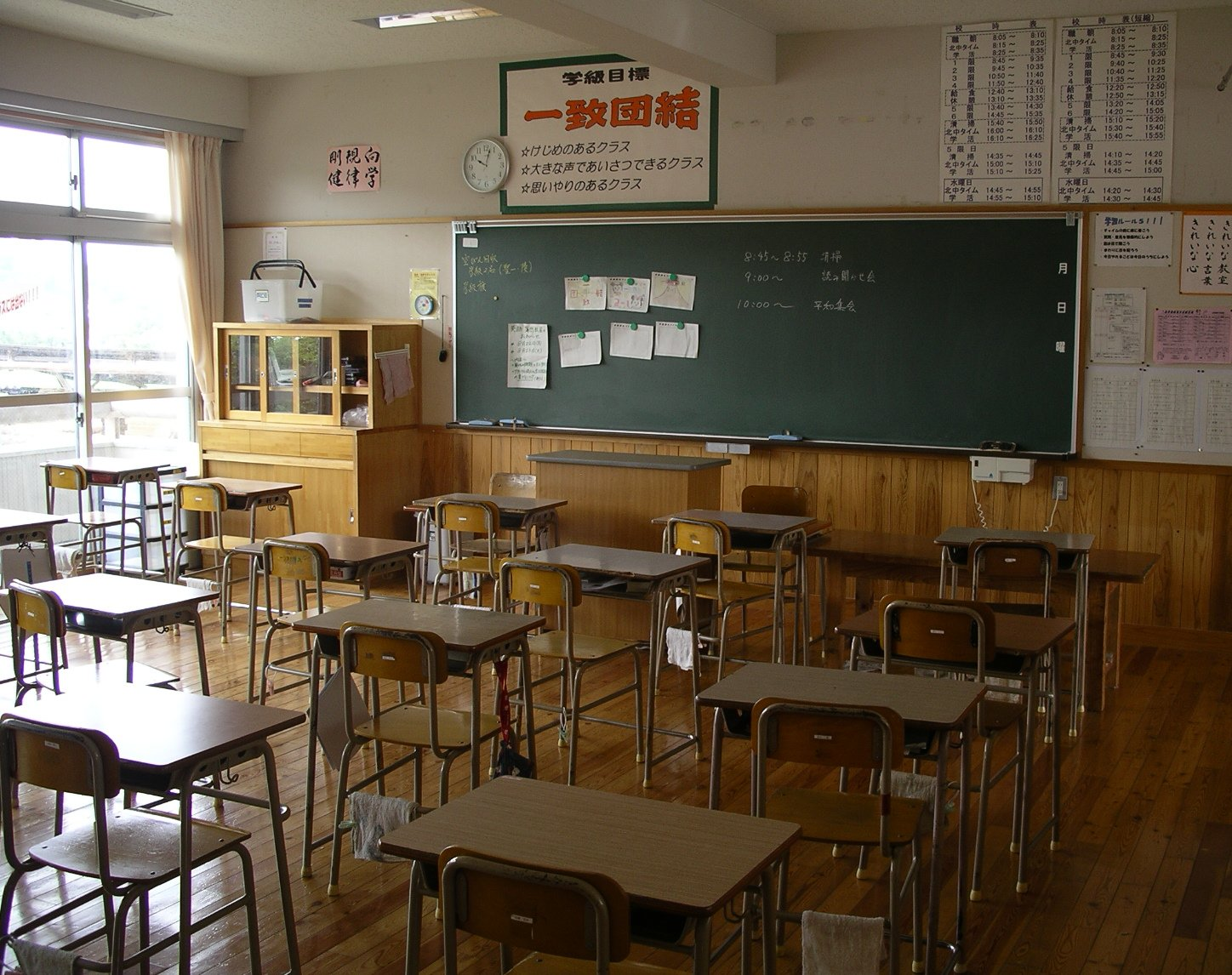
الفصل الدراسي النموذجي في اليابان: مدرسة هوكوبو الإعدادية في مدينة هيتا

على الرغم من أن المدرسة الثانوية العليا ليست إلزامية في اليابان، إلا أن 94% من خريجي المدرسة الثانوية الأدنى، في عام 1980، ارتادوا المدارس الثانوية العليا. وتشكل المدارس الثانوية العليا الخاصة حوالي 24% من إجمالي المدارس الثانوية الموجودة. قدرت وزارة التربية والتعليم النفقات الأسرية السنوية لتعليم الطفل في المدرسة الثانوية العليا العامة، في عامي 1986 و1987، فبلغت حوالي 300.000 ين (2.142 دولار أمريكي) وبلغ مقدار نفقات المدارس الثانوية العليا الخاصة ضعف هذا التكلفة. ومع ذلك، فبدءًا من أبريل 2010، ونتيجة لقانون «مجانية التعليم في المدارس الثانوية العامة وصندوق دعم تسجيل المدرسة الثانوية» الذي تم تمريره في 31 مارس 2010 وسنه في 1 أبريل 2010، أصبح التعليم في المدرسة الثانوية العامة اليابانية القياسية الآن بالمجان.
تُصنف جميع المدارس الثانوية العليا، العامة والخاصة، بشكل غير رسمي، وفقًا لنجاحها في وضع الخريجين في فصول المبتدئين بـالجامعات المرموقة. وفي الثمانينات، احتلت المدارس الثانوية العليا الخاصة أعلى مستويات هذا التسلسل الهرمي، وقد كان هناك ضغط كبير للأداء بشكل جيد في اختبارات الالتحاق التي تحدد الطفل الملتحق بالمدرسة الثانوية العليا. كما كان القبول يعتمد أيضًا على السجل الدراسي وتقييم الأداء من المدرسة الثانوية الأدنى، إلا أن نتائج الاختبار كانت تساهم إلى حد كبير في تحديد الالتحاق بالمدرسة. وقد كان الطلاب يحصلون على النصيحة في المدرسة الثانوية المنخفضة عن كثب، حتى يتأكدوا نسبيًا من المكان المناسب لهم في المدارس. وعلى عكس المدارس الإعدادية العليا، ينتقل الطلاب بين الفصول في كل فترة.
يحتوي النوع الأكثر شيوعًا من المدارس الثانوية العليا على برنامج عام بدوام كامل يقدم المناهج الدراسية الأكاديمية للطلاب الذين يستعدون للالتحاق بـالتعليم العالي وكذلك المناهج الدراسية الفنية والمهنية للطلاب الذين يتوقعون إيجاد وظيفة بعد التخرج. وقد بلغت نسبة الطلاب المسجلين في البرنامج الأكاديمي العام في أواخر الستينيات أكثر من 70%. وهناك عدد قليل من المدارس يقدم دوامًا جزئيًا أو مناهج دراسية ليلية أو التعليم بالمراسلة.

### المنهج التعليمي
انظر أيضًا: الجدل حول كتب التاريخ الياباني
تتشابه برامج طلاب السنة الأولى في كل من المناهج الدراسية الأكاديمية والتجارية. حيث تشتمل على المناهج الدراسية الأساسية، مثل اللغة اليابانية, والإنجليزية, والرياضيات, والعلوم. وفي المدارس الثانوية العليا، يتم الإقرار بفارق القدرات أولاً، ويتم تخصيص محتوى المنهج الدراسي واختيار المنهج الدراسي في السنة الثانية بشكل أكبر. مع ذلك، يوجد جزء مركزي من المادة الأكاديمية في جميع البرامج. وتشتمل البرامج الفنية المهنية على عدة مئات من المناهج الدراسية المتخصصة، مثل معالجة المعلومات والملاحة واستزراع الأسماك واللغة الإنجليزية للأعمال والسيراميك. وتُعد المناهج الدراسية التجارية والصناعية أكثر المناهج شعبية حيث بلغ إجمالي نسبة الطلاب الملتحقين بالبرامج المهنية ذات الدوام الكامل، في عام 1989 حوالي 72% من عدد الطلاب.
خضعت المناهج التعليمية الخاصة بالمدارس الثانوية العليا أيضًا لمراجعة شاملة؛ وفي عام 1989، تم الإعلان عن منهج دراسي جديد للمدارس الثانوية العليا يتم تنفيذه على مراحل بحيث يبدأ التنفيذ على الصف العاشر في عام 1994، يليه الصف الحادي عشر في عام 1995 والصف الثاني عشر في عام 1996. ومن بين التغييرات التي تجدر الإشارة إليها المطالبة بتلقي كل من الطلاب والطالبات لمنهج دراسي في الاقتصاد المنزلي . فقد كانت الحكومة مهتمة بغرس الوعي بأهمية الحياة الأسرية، في كل طالب، وكذلك بالأدوار والمسؤوليات المختلفة لأفراد الأسرة، وبمبدأ التعاون داخل الأسرة، وبدور الأسرة في المجتمع. حيث تستمر الأسرة لتكون جزءًا شديد الأهمية من البنية التحتية الاجتماعية، وتهتم الوزارة بشكل واضح بالحفاظ على استقرار الأسرة داخل المجتمع المتغير. وكان التغير الآخر الجدير بالذكر هو تقسيم منهج المواد الاجتماعية القديمة الدراسي إلى مقررات دراسية تشمل التاريخ والجغرافيا و علم التربية المدنية، ناهيك عن، عدم تعلق ذلك بتوقعات المادة.